# Tadeusz Sinko
Tadeusz Sinko (ur. 14 września 1877 w Małej, powiat ropczycki, zm. 22 lipca 1966 w Krakowie) – polski filolog klasyczny, profesor Uniwersytetu Lwowskiego i Jagiellońskiego, członek Polskiej Akademii Umiejętności i Polskiej Akademii Nauk.

## Życiorys
Urodził się w chłopskiej rodzinie Walentego i Feliksy z domu Job. Od 1889 uczęszczał do CK III Gimnazjum im. Króla Jana Sobieskiego, gdzie w 1896 złożył z odznaczeniem egzamin dojrzałości. W latach 1896–1900 studiował filologię klasyczną, językoznawstwo i historię literatury polskiej na Uniwersytecie Jagiellońskim; do grona jego wykładowców należeli ks. Stefan Pawlicki, Kazimierz Morawski, Jan Michał Rozwadowski, Stanisław Tarnowski, Leon Sternbach, Adam Miodoński. Jako uczestnik konwersatorium pedagogicznego w 1900 złożył egzamin nauczycielski z zakresu filologii klasycznej (przedmiot główny) i języka polskiego (przedmiot poboczny). Pracował jako nauczyciel języków starożytnych w gimnazjum w Podgórzu (1900–1903), uzupełniając jednocześnie studia z filologii klasycznej i historii sztuki na uniwersytetach w Berlinie, Bonn i Monachium (u Karla Krumbachera), w 1905 także na uniwersytecie w Paryżu. W roku 1901 uzyskał stopień doktora filozofii na Uniwersytecie Jagiellońskim na podstawie rozprawy De Gregorii Sanocci studiis humanioribus. W 1903 habilitował się na Uniwersytecie Jagiellońskim (rozprawa De Romanorum viro bono) i został docentem w II Katedrze Filologii Klasycznej tej uczelni. Był również profesorem języków starożytnych w Gimnazjum Św. Anny w Krakowie (1904–1907). W 1907 został mianowany profesorem nadzwyczajnym filologii klasycznej Uniwersytetu Lwowskiego, wykładał hellenistykę, patrystykę i komparatystykę; w 1911 uzyskał tytuł profesora zwyczajnego. Powrócił na Uniwersytet Jagielloński w 1913 i objął II Katedrę Filologii Klasycznej.
Po wybuchu I wojny światowej został powołany do wojska austriackiego jako porucznik rezerwy. Był komendantem ciężkiej baterii w II pułku artylerii fortecznej, wpierw w Krakowie, a potem w Przemyślu. W 1916 został zwolniony ze służby wojskowej i wrócił na swoje dawne stanowisko na UJ. W roku akademickim 1919/1920 pełnił obowiązki dziekana Wydziału Filozoficznego.
Po wybuchu II wojny światowej krótko przebywał we Lwowie, następnie przez całą okupację w Krakowie, gdzie mieszkał w mansardzie jako dozorca domu (Hausmeister) i tam pracował nad kolejnymi tomami swojej Literatury greckiej. Od połowy 1942 do końca okupacji zarabiał na życie tłumaczeniem na język polski pism Ojców Kościoła dla wydawnictwa zamierzonego przez ks. dr. Ferdynanda Machaya.
Po wojnie przeszedł na I Katedrę Filologii Klasycznej (kierował nią w latach 1945–1952), a od 1955 (po zmianach organizacyjnych) kierował Katedrą Filologii Klasycznej. Przeszedł na emeryturę w 1960.
Był członkiem najważniejszych polskich korporacji naukowych – Polskiej Akademii Umiejętności (1910 członek-korespondent, jeszcze pod nazwą Akademia Umiejętności, 1919 członek czynny), Polskiej Akademii Nauk (1952 członek tytularny, 1957 członek rzeczywisty), Towarzystwa Naukowego Warszawskiego (1919 członek rzeczywisty, 1929 członek zwyczajny). Przewodniczył Komisji Filologicznej PAU (1947–1950) oraz Komisji Filologii Klasycznej Oddziału PAN w Krakowie (od 1958). Należał także do Towarzystwa Naukowego we Lwowie. W 1952 został laureatem Nagrody Państwowej I stopnia za całokształt pracy naukowej, ze szczególnym uwzględnieniem trzytomowej pracy Literatura grecka; za publikację Antyk Wyspiańskiego (1916) otrzymał nagrodę Akademii Umiejętności w Krakowie im. Barczewskiego. 
Zainteresowania naukowe Tadeusza Sinki obejmowały hellenistykę, literaturę polsko-łacińską, poezję łacińską, dzieje literatury polskiego odrodzenia, baroku i romantyzmu, leksykografię, patrologię. W pracy Literatura grecka (1931–1954) przedstawił obszerną syntezę historii literatury greckiej do VII wieku n.e.; opracował także syntezę poezji aleksandryjskiej (Poezya aleksandryjska. Próba charakterystyki, 1905). Badał twórczość m.in. Herodota, Hezjoda, Ksenofonta, Tukidydesa, Horacego, Petroniusza, Plauta, a z autorów polskich Adama Asnyka, Aleksandra Fredry, Jana Kochanowskiego, Józefa Ignacego Kraszewskiego, Adama Mickiewicza, Juliusza Słowackiego, Stanisława Orzechowskiego. Opracował wstępy i komentarze do licznych wydań Plutarcha, m.in. przygotował oryginalne wydanie Żywotów sławnych mężów (1953); był także autorem wstępu do Iliady Homera w przekładzie Franciszka Ksawerego Dmochowskiego (1922). Później sam przygotował tłumaczenie Iliady (1960); przełożył ponadto Wybór homilii i kazań św. Bazylego Wielkiego (1947), Dwadzieścia homilii i mów (1947) i Homilie na listy św. Pawła (1949) św. Jana Chryzostoma, Wybór pism św. Grzegorza z Nazjanzu (1963). Zbadał większość rękopisów mów Grzegorza z Nazjanzu. Przygotował ponadto edycje Dzieł Stanisława Wyspiańskiego (1924–1932, pięć tomów, z Adamem Chmielem), Eneidy Wergiliusza (w przekładzie Tadeusza Karyłowskiego, 1950), Przyczynków z kodeksu Mogilskiego do dziejów oświaty w Polsce w XV wieku (z Konstantym Michalskim).
W 1905 związał się na wiele lat współpracą z krakowskim „Czasem”, a od 1924 z „Ilustrowanym Kurierem Codziennym”. Współpracował także m.in. z „Thesaurus Linguae Latinae”, „Przeglądem Współczesnym”, „Eos” (1910–1924) i „Archiwum Filologicznym PAU” (1927–1932). Był uważany za jednego z najwybitniejszych erudytów na świecie i wybitną postać krakowskiej szkoły filologicznej.
Synem Tadeusza Sinki był Grzegorz (1923–2000), historyk literatury angielskiej, profesor Uniwersytetu Warszawskiego.
Zmarł w Krakowie, pochowany na cmentarzu Rakowickim (kwatera Hf-zach-7).

## Uczniowie
Wśród jego studentów byli m.in. Mieczysław Brożek, Anna Komornicka, Jerzy Kowalski, Julian Krzyżanowski, Kazimierz Feliks Kumaniecki, Marian Plezia, Jerzy Schnayder, Jerzy Krókowski, Władysław Madyda.

## Publikacje
Ogłosił ponad 800 prac naukowych m.in.:
- Descriptio orbis terrae (1904)
- Szymonowicz i Kallimach (1904)
- Teorya i praktyka dzisiejszej leksykografii łacińskiej (1904)
- Twórczość liryków rzymskich (1904)
- Rej i Dante (1905)
- Romans grecki, jego powstanie i organiczny rozwój (1905)
- Poezja aleksandryjska (1905)
- O rękopisach mów św. Grzegorza z Nazjanzu w bibliotekach włoskich (1906)
- O rękopisach mów św. Grzegorza z Nazjanzu w paryskiej Bibliotheque Nationale (1906)
- Hellenizm Juliusza Słowackiego (1909)
- Antyk w „Król-Duch” (1910)
- Polski Anti-Lukrecjusz (1911)
- Antyk Wyspiańskiego (1916)
- De traditione orationum Gregorii Nazianzeni (1917–1923, dwie części)
- Genealogia kilku typów i figur Aleksandra Fredry (1918)
- Historia poezji łacińskiej humanistycznej w Polsce (1918)
- Pierwowzór „Nadobnej Paskwaliny” S. Twardowskiego (1918)
- Wzory „Trenów” Kochanowskiego (1918)
- Niektóre źródła i tendencje „Rękopisu z Saragossy” Jana Potockiego (1919)
- Historia religji i filozofja w romansie Jana Potockiego (1920)
- Echa klasyczne w literaturze polskiej (1923)
- O tradycjach klasycznych Adama Mickiewicza (1923)
- Żywy spadek po Grecji i Rzymie (1923)
- Literatura grecka (1931–1954, tomy 1–3)
- Hellada i Roma w Polsce (1933)
- Klasyczne przysłowia w polszczyźnie (1939)
- Mickiewicz i antyk (1957)
- Zarys historii literatury greckiej (1959, dwa tomy)

## Ordery i odznaczenia
- Order Sztandaru Pracy I klasy (1956)[6]
- Krzyż Komandorski Orderu Odrodzenia Polski (dwukrotnie: 11 listopada 1936[7], 28 września 1954[8])
- Medal 10-lecia Polski Ludowej (14 stycznia 1955)[9]

## Upamiętnienie
Profesor Tadeusz Sinko od 1993 jest patronem Szkoły Podstawowej w Małej.